# Oberösterreichische Volkspartei
Die Oberösterreichische Volkspartei (OÖVP) ist die Landesorganisation der Österreichischen Volkspartei im Bundesland Oberösterreich. Seit 1945 stellte die OÖVP alle oberösterreichischen Landeshauptleute und regiert seit 2015 in einem Arbeitsübereinkommen mit der Freiheitlichen Partei Österreichs (FPÖ) das Bundesland Oberösterreich.
Landesparteiobmann ist seit 1. April 2017 Landeshauptmann Thomas Stelzer.

## Gründung
Am 9. Mai 1945 fand die Gründung der Oberösterreichischen Volkspartei (OÖVP) statt. Die Partei entstand durch die Vereinigung dreier maßgeblicher Bünde: des Bauern- und Nebenerwerbsbauernbund (siehe Oberösterreichischer Bauernbund), des Wirtschaftsbundes sowie des Österreichischen Arbeiter- und Angestelltenbunds. Diese Bündelung unterschiedlicher gesellschaftlicher Gruppen ermöglichte es, in der unmittelbaren Nachkriegszeit eine starke politische Kraft zu etablieren, die den Wiederaufbau und die demokratische Neuausrichtung der Region vorantrieb.

## Obleute und Landeshauptleute
- 1945 war Heinrich Gleißner (als Nachfolger von Adolf Eigl) zweiter OÖ Landeshauptmann der 2. Republik

- 1968 wurde Gleißner von Erwin Wenzl als Landesobmann der ÖVP abgelöst, 3 Jahre später folgte er Heinrich Gleißner auch als Landeshauptmann nach.

- 1977 trat Wenzl zurück und wurde durch Josef Ratzenböck in der Funktion als Landesobmann und Landeshauptmann Oberösterreichs ersetzt.

- 1995 übergab Ratzenböck an seinen Nachfolger Josef Pühringer, der bis 6. April 2017  als Landeshauptmann amtierte.
- Pühringer übergab am 1. April 2017 sein Amt als Landesparteiobmann an seinen Nachfolger Thomas Stelzer.

### Oberösterreichische ÖVP-Landesobleute seit 1945

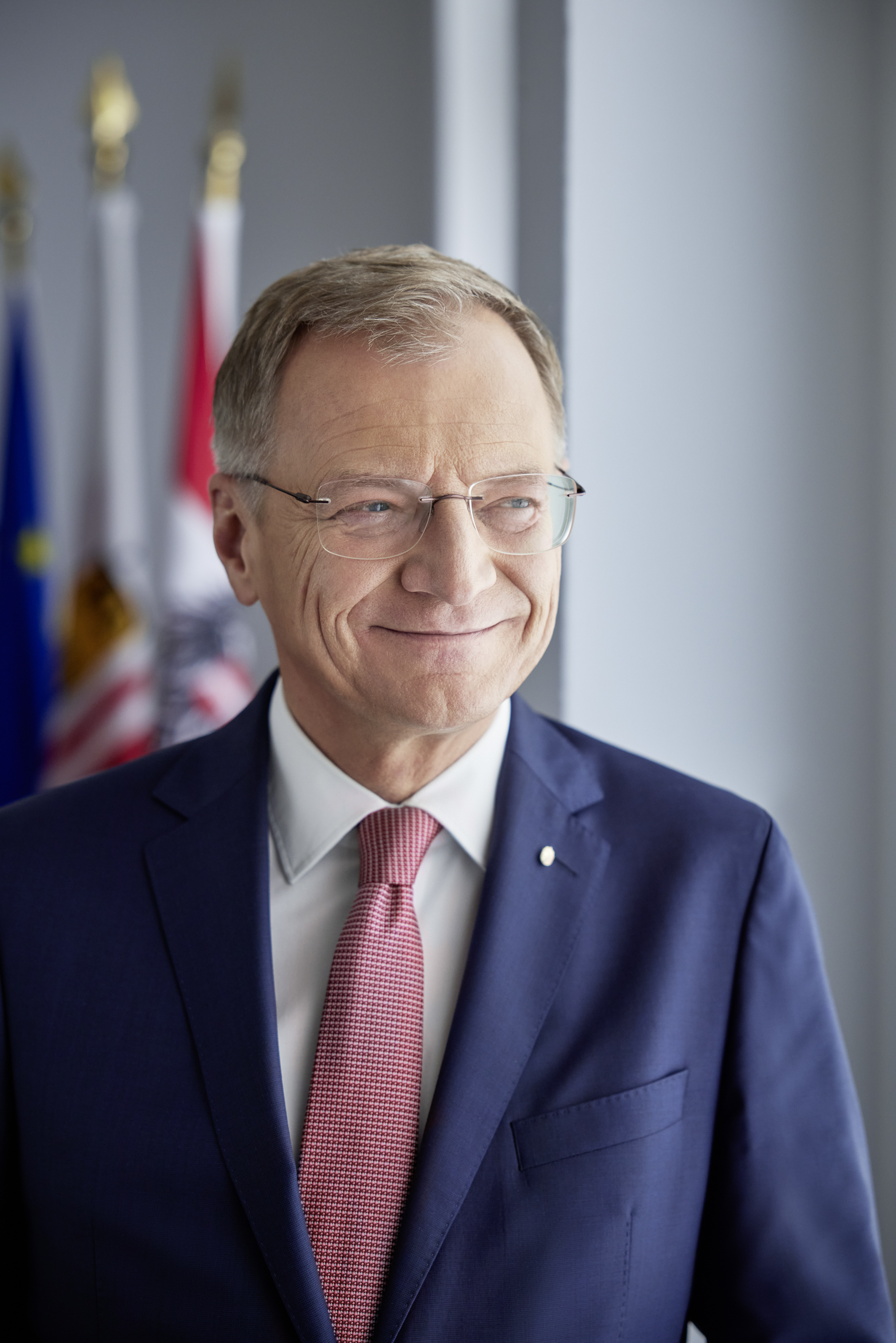
Landesparteiobmann und Landeshauptmann Thomas Stelzer

- 1945: Josef Zehetner[5]
- 1945–1947: Josef Stampfl
- 1947–1951: Albert Schöpf
- 1951–1968: Heinrich Gleißner
- 1968–1977: Erwin Wenzl
- 1977–1995: Josef Ratzenböck
- 1995–2017: Josef Pühringer
- seit 2017: Thomas Stelzer[5]

### Landesgeschäftsführer
- bis Oktober 2021: Wolfgang Hattmannsdorfer[1]
- seit Oktober 2021: Florian Hiegelsberger[1]

## Wahlen
Bei der vergangenen Landtagswahl 2021 erreichte die OÖVP 37,61 % und entsendet somit aktuell 22 Mandatare in den Landtag.
Die fünf gewählten Landeshauptleute Oberösterreichs der 2. Republik:
- Heinrich Gleißner (1945–1971)
- Erwin Wenzl (1971–1977)
- Josef Ratzenböck (1977–1995)
- Josef Pühringer (1995–2017)
- Thomas Stelzer (seit 2017)

## Landtagswahlergebnisse
| Landtagswahlergebnisse | Landtagswahlergebnisse | Landtagswahlergebnisse | Landtagswahlergebnisse |
| Jahr                   | Stimmen                | Sitze                  | Spitzenkandidat        |
| ---------------------- | ---------------------- | ---------------------- | ---------------------- |
| 1945                   | 59,0 %                 | 30                     | Heinrich Gleißner      |
| 1949                   | 44,9 %                 | 23                     | Heinrich Gleißner      |
| 1955                   | 48,1 %                 | 25                     | Heinrich Gleißner      |
| 1961                   | 48,8 %                 | 25                     | Heinrich Gleißner      |
| 1967                   | 45,2 %                 | 23                     | Heinrich Gleißner      |
| 1973                   | 47,7 %                 | 28                     | Erwin Wenzl            |
| 1979                   | 51,6 %                 | 29                     | Josef Ratzenböck       |
| 1985                   | 52,1 %                 | 30                     | Josef Ratzenböck       |
| 1991                   | 45,2 %                 | 26                     | Josef Ratzenböck       |
| 1997                   | 42,7 %                 | 25                     | Josef Pühringer        |
| 2003                   | 43,4 %                 | 25                     | Josef Pühringer        |
| 2009                   | 46,7 %                 | 28                     | Josef Pühringer        |
| 2015                   | 36,4 %                 | 21                     | Josef Pühringer        |
| 2021                   | 37,6 %                 | 22                     | Thomas Stelzer         |

## Medien
Die OÖVP war bis Anfang 2023 im Besitz einer landesweit erscheinenden Tageszeitung, dem Oberösterreichischen Volksblatt. Bis Anfang 2025 wurde diese noch Online und als monatlich erscheinendes Magazin herausgegeben, danach völlig eingestellt.

## Europäisches Parlament
Vom 25. Jänner 1996 bis zum 1. Juli 2019 vertrat der Welser Unternehmer und Schmied Paul Rübig die Interessen der oberösterreichischen Volkspartei im Europäischen Parlament. Zur Zeit seines Ausscheidens aus dem Europaparlament 2019 war er längstdienender österreichischer Europaabgeordneter. Seit 2. Juli 2019 vertritt Angelika Winzig die OÖVP im Europaparlament.

## Landtagswahl 2021
Bei der Landtagswahl 2021 erreichte die Oberösterreichische Volkspartei den ersten Platz mit 37,6 Prozent. Das entspricht einem leichten Plus von 1,2 Prozent gegenüber dem Ergebnis der Landtagswahl 2015. Landeshauptmann Thomas Stelzer trat 2021 erstmals als Spitzenkandidat der Oberösterreichischen Volkspartei an. Das Wahlprogramm mit dem Titel „Für sichere Jahre.“ umfasst 79 Seiten aufgeteilt in vier Kapitel. Schwerpunkte sind die Themen „Arbeit und Beschäftigung“, „klarer Kurs bei Sicherheit und Integration“, „Zusammenhelfen schafft Zusammenhalt“ und „Klimaschutz mit Hausverstand“.